# Jan van Vliet
Jan van Vliet (h. 1610 – h. 1635-37) fue un grabador holandés del barroco, colaborador ocasional de Rembrandt. Fue también llamado Jan Joris van Vliet y Jan Georg van Vliet. 

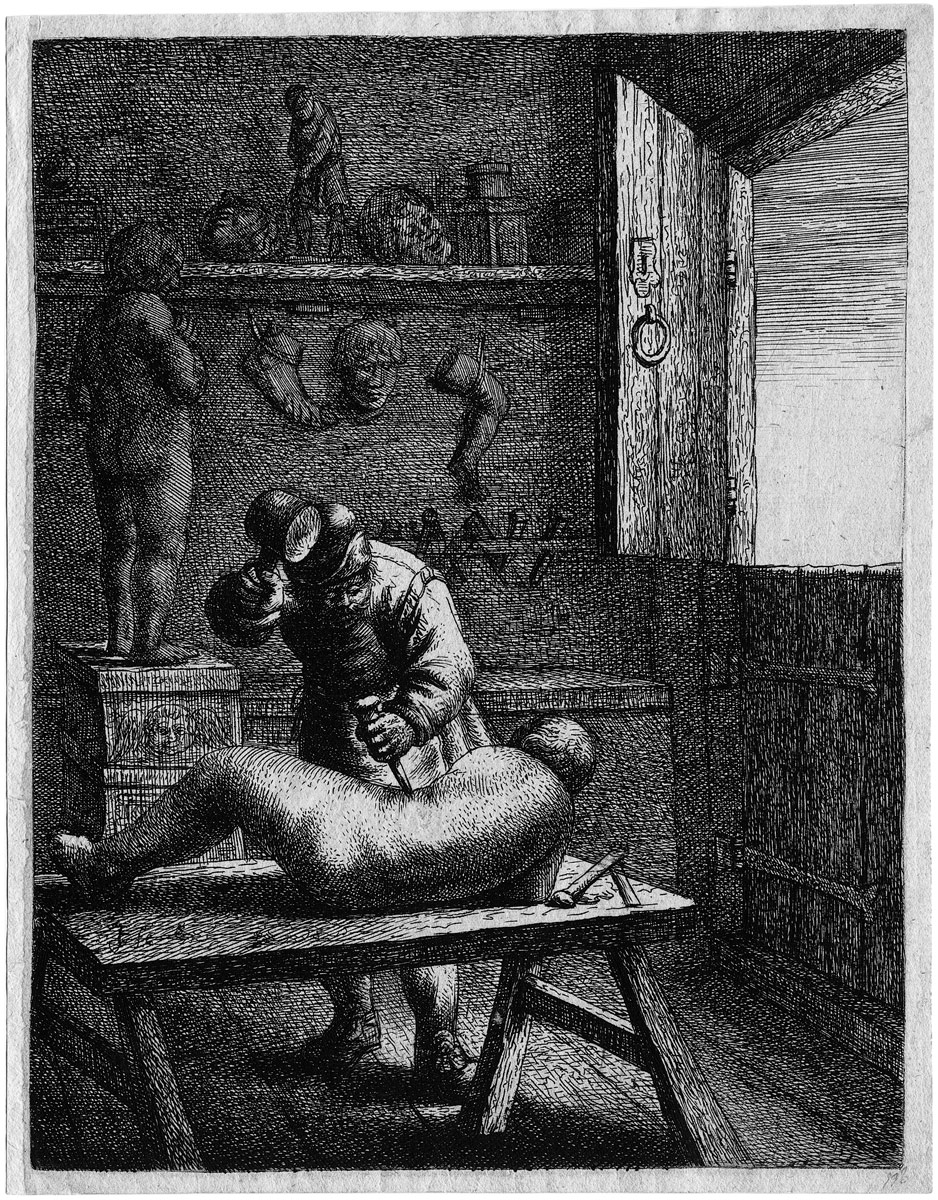
Escultor, grabado original de Van Vliet.

Se especializó en copiar al aguafuerte diseños de Rembrandt así como escenas cotidianas (trabajos de género). Aunque murió muy joven, dejó una producción relativamente amplia, muy difundida gracias a reediciones póstumas.

## Vida y obra
Poco se sabe de sus primeros años. Nació en Delft o Leiden hacia 1610. Aunque se le han atribuido diversos dibujos y pinturas, se le conoce exclusivamente como grabador.

### Con Rembrandt
Gran parte de su renombre radica en su relación con Rembrandt, primero en Leiden (hacia 1629) y luego en Ámsterdam, a donde el maestro se mudó en 1631. Aunque se solía sobreentender que Van Vliet fue aprendiz de Rembrandt, en realidad era un colaborador ya formado, que produjo planchas copiando pinturas de Rembrandt y que llegó a intervenir a dúo con él en otras. 
Entre las planchas de Rembrandt donde algunos expertos detectan la mano de Van Vliet, destacan tres presentes en la Biblioteca Nacional de España (Madrid): el Retrato de Jan Uytenbogaert (1635), el grabado grande de La resurrección de Lázaro, y un Descendimiento de 1633, que reproduce el cuadro de la Alte Pinakothek de Múnich. Aunque algunos críticos atribuyen este último grabado a Rembrandt, el experto Christopher Brown asegura que Van Vliet le ayudó.
Son planchas seguras de Jan van Vliet una Susana y los viejos, copia de una pintura perdida de Jan Lievens, y varias que copian diseños de Rembrandt como un excelente San Jerónimo (existe un ejemplar en la Biblioteca Nacional), Lot y sus hijas y El bautismo del eunuco.

### Grabador de la vida cotidiana
En su producción gráfica de diseño propio destacan tres series, todas dedicadas a la vida cotidiana de su época. Una de Mendigos y otros personajes pobres (1632) imita a Rembrandt, quien a su vez había seguido precedentes del francés Jacques Callot. Esta serie consta de diez imágenes y portada, la cual muestra una escena de limosna con un verso en holandés alusivo a la caridad. 
Otra serie, del mismo año y de formato aún más reducido, muestra también figuras de clase humilde si bien más variadas, tanto masculinas como femeninas.
Estas dos series están elaboradas con trazos un tanto esquemáticos, similares a bocetos rápidos. Hay ejemplos de ellas en el Museo Británico de Londres. 
La tercera serie, la más elaborada técnicamente y fechada hacia 1635, está dedicada a profesiones artesanales: cerrajero, tonelero, zapatero, etc. La constituyen unas 25 planchas. Ambientadas en interiores, están más trabajadas y dan más importancia a los efectos de luz, aunque parte de dicho efecto puede deberse a retoques introducidos en reediciones póstumas. Hubo de ser una serie famosa, pues fue replicada hábilmente por un grabador anónimo al servicio del editor francés Gaspard Duchange.
La producción de Jan van Vliet se concentra en unos pocos años, y se cree que murió poco después de 1635. Algunas fuentes señalan que siguió en activo hasta 1637.